# 杉山城
杉山城（すぎやまじょう）は、埼玉県比企郡嵐山町（武蔵国比企郡）にあった日本の城。別名初雁城。

## 概要
市野川左岸の山の上に築かれた山城だが、築城の主や年代についてはほとんど分かっていない。地元豪族の金子主水による築城との伝承はあるが、文献資料には現れない。従来、縄張りが極めて緻密で巧妙なため、後北条氏の時代に造築されたものではないかとの見方が有力であったが、発掘調査にもとづく考古学的な知見からは、山内上杉氏時代の城である可能性が強くなっている。
この縄張りを主とする城郭史的観点と考古学的観点の見解の相違を「杉山城問題」と呼んでいたが、後に発掘調査を裏付ける文書の提示により文献史学的観点を含めた見解の相違へと深化している。
2017年（平成29年）4月6日、「続日本100名城」（119番）に選定された。

## 史跡指定
2008年（平成20年）3月28日、すでに国の史跡に指定されていた菅谷館跡（嵐山町）に、松山城跡（吉見町）、小倉城跡（ときがわ町・嵐山町・小川町）とともに杉山城が追加指定され、「比企城館跡群」の名称で一括して国の史跡に指定された。

## 検出遺構
基本的には曲輪とそれに伴う堀や土塁のほか井戸跡の遺構が確認されている。
2002年（平成14年）〜2006年（平成18年）にわたってトレンチを用いた範囲確認調査が5次にわたって行われ、遺構面は1面（すなわち1相）のみで時期差をうかがわせる層位は確認されなかった。
本郭で、土塁及びそれに伴う溝、本郭の東虎口に平坦な石を用いて石列がつくられていた。東虎口から郭内へは「ハ」の字状に広がる構造になっていて、幅1.8ｍの石積みが確認された。石積みは43cmの高さで残っていた。東虎口の西側には石積みを崩したことによって発生したと考えられる礫が多量に検出された。本郭から南側へ「コ」の字状に張り出した先に西向きに南虎口があって、石列が確認された。挽き橋が西方向に井戸郭へ向かって架けられていたと考えられる。
本郭南虎口の対岸にあたる井戸郭の東側部分には8m×6mの長方形で、周囲との比高差1.2ｍの台状遺構が確認された。東側の堀に平行に柵ないし柱の跡と思われる穴（ピット）が検出されている。
南2の郭では、南虎口に関連する施設（柵ないし柱か）の跡と思われる穴（ピット）が2基確認されている。建物跡は確認されなかった。
南3の郭でも建物跡は発見されなかった。部分的であるが石敷き状に礫が敷き詰められている状況が確認された。

## 出土遺物
出土遺物については以下のものが確認されている。

### 本郭
3,759点の遺物が確認され、うち
- かわらけ（土師質皿）3,344点（約89%）
- 火鉢152点（約4%）
- 在地産[3]擂鉢（すりばち）32点（約0.9%）
- 銭貨48点（約1.3%）
- 常滑産陶器（甕10点、玉縁口縁壺36点、約1.2%）
- 瀬戸美濃産陶器（擂鉢11点、天目茶碗14点、約0.7%）
- 青花皿（明染付皿）18点(0.5%)

そのほか釘28点、硯12点、板碑9点、褐釉壺8点、在地産捏鉢（こねばち）5点、石臼4点、青磁皿3点、白磁皿3点などが出土している。これらの遺物の相当量が二次被熱を受けて、2,535点にのぼる焼けた壁土の破片や炭化物と共伴する状況で出土した。

### 南2の郭
781点の遺物が確認され、うち
- かわらけ753点（約96.4%）
- 火鉢4点（約0.5%）
- 在地産擂鉢3点（約0.4%）
- 在地産捏ね鉢12点（約1.5%）
- 常滑甕3点（約0.4%）
- 瀬戸美濃産丸皿1点（約0.1%）

などであった。

### 南3の郭
107点の遺物が確認され、うち
- かわらけ82点（約76.6%）
- 常滑甕22点（約20.6%）

そのほか青磁皿1点、白磁皿1点などが出土している。

## 杉山城問題
杉山城の築城を山内上杉氏によるものとする根拠は、次のとおりである。
- 遺物の型式及び様式[5]が、

瀬戸美濃産陶器；古瀬戸後Ⅳ新段階〜大窯1段階（15世紀後半〜16世紀初頭）（藤澤1993,1996,2001など）
常滑甕10期；1450〜1500
明青花皿（染付皿B1類、15世紀後半〜16世紀初頭）（森田1982）
白磁皿C群（15世紀後半〜16世紀初頭）(小野1982)
などいずれも15世紀後葉から16世紀前葉の様相を示す。
- 山内上杉氏に関連する遺跡（城など）から出土する体部が直線的に開く独特な器形のかわらけの出土。
- 16世紀中葉から後半の後北条氏時代の遺物が出土しない。
- 遺物が二次被熱を受けて、遺構の一部である焼けた壁土の破片や炭化物と共伴する状況で出土し、特に3号土坑から焼けた壁土とともに出土した常滑焼破片が周囲の遺構面の破片と接合する（同一個体）であることから遺構と遺物の同時性がうかがわれる。

さらに近年、『足利高基書状写』に「椙山之陣」と記されている事が判明し、この書状の原本が天文15年（1546年）の河越夜戦以前の史料であることは明白なことから、上記の調査成果とも合致する内容となっている。このような事情で遺物から見た場合には、杉山城の築城が後北条氏によるものである可能性は低くなった。
一部の縄張り研究者は、そもそも陶磁器のような商品は生産・流通・使用・廃棄まで相当にタイムラグがあり、しかも杉山城のような前線基地に最新の生活用品を持ち込むとは想定し難い。また、松山城のように歴史上明らかに戦国末期まで使用された城でも、発掘調査では16世紀中頃までの遺物しか出てこず、最新の生活物資を伴わないような城の使われ方が存在した可能性があることから、部分的な調査の出土遺物で年代を決めることに対し慎重な意見もある。時系列で見ても、戦国前期の相模・武蔵地域の城の縄張りは総じて単純で、杉山城のものに類似する城は無く、後北条氏の滝山城の虎口に類似していること及び曲輪から「コ」字もしくは「Ｊ」に張り出しをつくって、正面は土塁で固め、側面に出入り口を設けて防御を強化した「比企型虎口」の形成過程をたどると、15世紀末〜16世紀初頭の他の城との技術的相違が見られる。更に、「椙山之陣」と杉山城の構造は当時の陣のあり方にそぐわず、両者をイコールとは必ずしも言えない事から、後北条氏の築城の可能性を主張する。しかし、一方では縄張り研究者も縄張りから築城主体や築城年代を推し量る事はできない事を認めている。
なお、杉山城について、山内上杉家の家宰を務めた長尾顕忠の居城であったとする説がある。この説は当初竹井英文が主張し、竹井は後にこの説を撤回したが、一方で黒田基樹が再びこの説を主張している。

## アクセス
- 埼玉県比企郡嵐山町杉山614番地外
  - 0.5km ほど北西に関越自動車道の嵐山小川インターチェンジがある。